# Хелпер (Юта)
Гелпер (англ. Helper) — місто (англ. city) в США, в окрузі Карбон штату Юта. Населення — 2112 особи (2020). 
У місті розташовано Західний музей гірничодобувної промисловості та залізниці, розташовано у колишньому будинку готелю), також для туристів є низка експозицій про життя в місті наприкінці XIX — початку XX століть.

## Географія
Гелпер розташований за координатами 39°41′24″ пн. ш. 110°51′34″ зх. д. / 39.69000° пн. ш. 110.85944° зх. д. (39.690029, -110.859343). Знаходиться приблизно за 120 миль на південний схід від столиці штату — Солт-Лейк-Сіті та за 7 миль (11,6 км) на північний захід від окружного центру Прайса.
За даними Бюро перепису населення США в 2010 році місто мало площу 4,53 км², уся площа — суходіл.

## Демографія
Згідно з переписом 2010 року, у місті мешкала 2201 особа в 915 домогосподарствах у складі 575 родин. Густота населення становила 486 осіб/км².  Було 1058 помешкань (234/км²).
Расовий склад населення:
| - 93,6 % — білих - 1,8 % — корінних американців - 0,3 % — чорних або афроамериканців - 0,3 % — азіатів - 0,1 % — вихідців з тихоокеанських островів - 2,0 % — осіб інших рас |

До двох чи більше рас належало 1,9 %. Частка іспаномовних становила 13,4 % від усіх жителів.
За віковим діапазоном населення розподілялося таким чином: 24,7 % — особи молодші 18 років, 60,0 % — особи у віці 18—64 років, 15,3 % — особи у віці 65 років та старші. Медіана віку мешканця становила 36,5 року. На 100 осіб жіночої статі у місті припадало 97,0 чоловіків;  на 100 жінок у віці від 18 років та старших — 98,8 чоловіків також старших 18 років.
Середній дохід на одне домашнє господарство  становив 51 998 доларів США (медіана — 48 256), а середній дохід на одну сім'ю — 62 894 долари (медіана — 63 750). Медіана доходів становила 53 125 доларів для чоловіків та 28 393 долари для жінок. За межею бідності перебувало 10,6 % осіб, у тому числі 5,9 % дітей у віці до 18 років та 12,5 % осіб у віці 65 років та старших.
Цивільне працевлаштоване населення становило 854 особи. Основні галузі зайнятості: освіта, охорона здоров'я та соціальна допомога — 18,6 %, мистецтво, розваги та відпочинок — 14,2 %, роздрібна торгівля — 12,3 %, транспорт — 12,1 %.